# Boris Galtschew
Boris Galtschew (* 31. Oktober 1983 in Blagoewgrad, Bulgarien) ist ein bulgarischer ehemaliger Fußballspieler.

## Karriere
Galtschew begann seine Karriere bei seinem Heimatverein Pirin Blagoewgrad, wo er 2005 in die erste Mannschaft geholt wurde. In der ersten Saison wurde Platz 14 erreicht. Nach einem Jahr in der zweiten Liga wurde Pirin 2007/08 Achter. 2008/09 wurde das Pokalfinale erreicht, weiters wurde Galtschew mit dem Team Zehnter. Nach einer weiteren Frühjahrssaison bei seinem Stammverein wechselte der zentrale Mittelfeldspieler im Januar 2010 zu ZSKA Sofia, wo man am Ende Vizemeister wurde. 
In der darauffolgenden Saison gab er sein Debüt auf europäischer Klubebene. In der 3. Runde der Europa-League-Qualifikation gegen den Vertreter aus Nordirland Cliftonville FC am 27. Juli 2010 erhielt Galtschew die gelbe Karte und spielte bis zur 86. Minute. Mit ZSKA gewann er im Jahr 2011 den bulgarischen Pokal. Im Sommer 2012 verließ er den Klub und schloss sich Dinamo Bukarest an. Dort konnte er sich jedoch nicht durchsetzen und kehrte im Januar 2013 zu Botew Plowdiw nach Bulgarien zurück. Mit dem Aufsteiger beendete er die Saison 2012/13 auf dem vierten Platz und qualifizierte sich für die Europa League. Dort schied er mit seinem Team in der dritten Qualifikationsrunde gegen den VfB Stuttgart aus. Anfang 2014 verpflichtete ZSKA Sofia Galtschew zum zweiten Mal. Die Spielzeit 2013/14 beendete er mit seinem neuen Verein als Vizemeister hinter Ludogorez Rasgrad.
Am Ende der Saison 2014/15 wurde ZSKA die Lizenz entzogen. Galtschew ging mit seinem Verein in die B Grupa und schaffte in der Saison 2015/16 sowohl den Wiederaufstieg als auch Pokalsieg. In der Mitte der Spielzeit 2016/17 verließ er ZSKA und wechselte in die B Grupa zu Septemwri Sofia. Dort schaffte er den zweiten Erstliga-Aufstieg in Folge.

## Erfolge
- Bulgarischer Pokalsieger: 2011, 2016
- Aufstieg in die höchste bulgarische Spielklasse: 2007, 2016, 2017